# Charles Peters Barthélus
Charles Peters Barthélus (ur. 14 listopada 1970 w Marchand-Dessalines) – haitański duchowny katolicki, biskup Port-de-Paix od 2020.

## Życiorys
Święcenia kapłańskie otrzymał 7 czerwca 1998 i został inkardynowany do archidiecezji Port-au-Prince. Przez kilkanaście lat pracował jako duszpasterz parafialny. W latach 2011–2014 studiował liturgikę w Paryżu, a po powrocie do kraju objął funkcję wicerektora archidiecezjalnego seminarium duchownego.
14 kwietnia 2020 papież Franciszek mianował go ordynariuszem diecezji Port-de-Paix. Sakry biskupiej udzielił mu 5 września 2020 roku arcybiskup Eugene Nugent.